# Torre Kingfisher
La Torre Kingfisher (Kingfisher Tower) è una costruzione architettonica di tipo decorativo del 1876 sita a Point Judith, sulla sponda orientale del lago Otsego nello stato di New York negli Stati Uniti d'America, nei pressi della città di Cooperstown.
Venne commissionata allo scopo di abbellire il lago da Edward Cabot Clark, che fece la sua fortuna economica investendo nell'industria delle macchine da cucire e fu disegnata in stile neogotico dall'architetto Henry Janeway Hardenbergh. Oggi appartiene ai discendenti della famiglia Clark.